# Academia de artes y diseño Bezalel

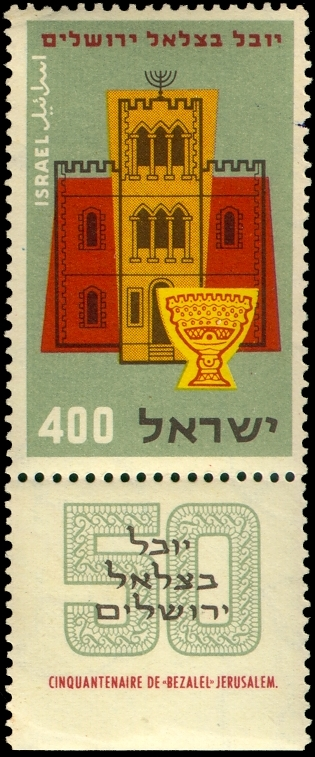
Edificio jerosolimitano donde originalmente funcionó la Academia Bezalel en el barrio de Rejavia a partir de 1907; el mismo incluye en su parte superior una Menorá.

Bezalel - Academia de Artes y Diseño es la escuela nacional de arte de Israel, fundada en 1906 por Boris Schatz, fue la primera academia de arte de Israel del siglo XX. Su nombre es tomado de la bíblica figura de Bezalel, hijo de Uri (en hebreo: בְּצַלְאֵל בֶּן - אוּרִי), quien fue designado por Moisés, para supervisar el diseño y la construcción del Tabernáculo ( Éxodo 35:30).

## Alumnos destacados
- Baruch Agadati (1895–1976), bailarín de ballet clásico, coreógrafo, pintor, productor y director de cine;
- Yaacov Agam (1928), escultor;
- Gideon Amichay (1963), humorista gráfico, escritor y publicista;
- Netiva Ben-Yehuda (1928–2011), escritor, editor. Comandante del Palmaj;
- Elisha Ben Yitzhak (1943), pintor, catautor;
- Moti Bodek (1961), Arquitecto, Profesor;
- Yitzhak Danziger (1916–1977), escultor;
- Nahum Gutman (1898–1980), pintor, escultor, escritor;
- Yaron London (1940), periodista, actor, cantautor;
- Sliman Mansour (1947), pintor palestino.
- Avigdor Stematsky (1908–1989), pintor;
- Yehezkel Streichman (1906–1993), pintor;
- Zvi Raphaeli (1924-2005), pintor y rabino.
- Noma Bar (1973) Diseñador Gráfico, ilustrador.
- David Mauas (1968) Cineasta y fotógrafo.

## Profesores destacados
- Ephraim Moses Lilien. Artista gráfico, ilustrador y fotógrafo
- Abel Pann. Dibujante, destacado por su uso del pastel
- Siona Shimshi (nacida en 1939). Pintora, escultora, ceramista, diseñadora textil

## Directores de Bezalel
- Boris Schatz (1906-1932)
- José Budko (1935-1940)
- Mordecai Ardon (1940-1952)
- Zeev Ben-Zvi (1952)
- Jacob Steinhardt (1952-1955)
- Yerachmiel Schechter (1955 -?)
- Isaac Aschheim (Isadore) (1960-1961)
- Félix Darnell (1962-1964)
- Dan Hoffner (1964-1979)
- Ran Schori (1979-1991)
- Ran Sapoznik (1991-2003)
- Arnon Zuckerman (Actual)